# Hedotettix tschoffeni
Hedotettix tschoffeni är en insektsart som beskrevs av Bolívar, I. 1908. Hedotettix tschoffeni ingår i släktet Hedotettix och familjen torngräshoppor. Inga underarter finns listade i Catalogue of Life.